# 江畑新之助
江畑 新之助（えばた しんのすけ、明治4年7月20日（1871年9月4日）- 昭和8年（1933年）8月2日）は、日本の政治家。秋田県仙北郡飯詰村（のち仙南村、現美郷町）の村長。号は貴新。

## 人物略歴
1871年（明治4年）、秋田県仙北郡飯詰村中島の素封家江畑宇三郎の家に長男として生まれた。江畑家は当時仙北郡では高梨村の池田家に次ぐ大地主であった。1901年（明治34年）から1933年（昭和8年）までの長きにわたって飯詰村長を務めた。
若いころから学問熱心で、「人格高邁の国士」として知られる杉浦重剛の塾に通い、田尻稲次郎らによって創立された専修学校（現在の専修大学）では経済学を修めた。1894年（明治27年）5月、北秋田郡大館町出身で秋田市の『遐邇新聞』（現在の秋田魁新報）の主幹も務めた新聞人・漢学者の狩野旭峰を飯詰村の自宅に招き、邸宅内に私塾（漢学塾）「酔経学舎」を設立し、1900年ころまでみずからも学び、子弟の教育にあたった。酔経学舎では、若いころの深澤多市（新之助の3歳年下）も漢学を学んでおり、深澤とは生涯親交を結んだ。1895年（明治28年）2月、新之助のまたいとこにあたる良太郎が狩野旭峰とともに文芸誌『棣華』を発刊している。
1901年（明治34年）より父の跡を継ぎ、飯詰村長を務める。村長としては、1916年（大正5年）には中島と佐野の小学校を統合して「飯詰尋常高等学校（のちの美郷町立仙南東小学校）」の創立に貢献し、1921年（大正10年）12月12日、奥羽線の飯詰駅と横手駅のあいだに後三年駅が開業すると、江畑は付近の開発に乗り出し、1923年（大正12年）、長岡安平に依頼して飯詰字山本の地に公園をつくった（山本公園）。
大正年代から昭和初めにかけては飯詰村農会の会長を務めた。そのほか郡会議員、県会議員を務めている。また、1932年（昭和7年）9月16日から同年11月28日まで、第8代秋田県町村会の会長を務めた。村長職は死の直前まで務めた。その間、育英事業や農事改良に力があり、村外の治水・用水にも熱心で、千屋村に一丈木ため池、畑屋村に仏沢ため池を建設し、特に七滝用水改良の功績は大きい。
その他、スポーツ振興に尽くし、県体協顧問を務め、上述の後三年スキー場・後三年競馬場のほか、仙北郡外小友村（現大仙市）出身の関脇両國梶之助（勇治郎）や横綱武藏山武の育ての親といわれた。地域では山本公園内に相撲場を建設し、後三年を本拠にして秋田県南相撲協会を設立、みずから会長となって年2回の相撲興行をおこなった。高梨村の池田文一郎（副会長）、大川西根村の小原六兵衛、横手町の片野重脩・若林源之助らが後援者として名をつらね、活況を呈した。新之助は東京から大学の相撲部を招待して合宿させ、県南の力士たちを合同練習に加えるなどして技能の向上に努めている。
1933年（昭和8年）7月26日8期32年務めた村長を退任。その直後の8月2日死去。村葬が執り行われた。菩提寺は六郷町の浄土宗本覚寺。

## 逸話
奥羽線飯詰駅前に居住していた郷土史家深澤多市は、1922年（大正11年）の自宅より失火して、多年にわたって蒐集してきた珍籍、書画、史料、和漢書5,000冊余りを失い、これを契機に貴重な文献資料の公刊を深く痛感して、以後、目にとまった史料はすべて謄写印刷して同好の士に配ったといわれる。また、宮城県には『仙台叢書』、岩手県には『南部叢書』があり、それぞれ管内の古記録や古文書を収めており、秋田県においても『秋田叢書』が必要であると県の当局に何度も進言した。結局自費での出版となったが、この叢書の刊行にはきわめて多額の資金が必要であった。深澤は編集顧問に京都帝国大学の喜田貞吉教授をまねき、編集・校訂は深澤のほか、沼田平治、須田勇助、細谷則理、大山順造、国本善治などに依頼して経理関係は深澤が負った。深澤は『秋田叢書』刊行の趣意書を秋田県内外の当時の多額納税者200人に送って会員を募ったが、実際に会員になったのは飯詰村の江畑ただ1名であったといわれている。